# SOLiD
SOLiD (англ. Sequencing by Oligonucleotide Ligation and Detection) — технология нового поколения секвенирования ДНК, развиваемая компанией Life Technologies (https://web.archive.org/web/20080516181322/http://solid.appliedbiosystems.com/), коммерчески доступна с 2006 года. SOLiD позволяет секвенировать разом сотни миллионов и даже миллиарды коротких последовательностей.
SOLiD использует метод лигирования в отличие от других платформ, таких как Roche-454 пиросеквенирование (метод появился в 2005 году, в 2009 году уже создавал миллионы последовательностей длиной 200—400 пар оснований) и система Solexa (сейчас принадлежит Illumina) (метод появился в 2006 году, в 2009 году уже создавал миллионы последовательностей длиной 50-100 пар оснований), которые используют секвенирование с помощью синтеза.
Эти все методы снизили стоимость секвенирования в 2006 году с $0.01/основание до, примерно, $0.0001/основание и увеличили мощность с 1 млн оснований/секвенатор/день (2004 год) до более 5 млн оснований/секвенатор/день (2009 год). Существуют более 30 публикаций, описывающих использование метода в нуклеосомном позиционировании, транскрипционном профайлинге или цепь-специфичном RNA-Seq, транскрипционном профайлинге в единичной клетке и пересеквенировании человеческого генома.

## Основные черты
Общие этапы, характерные для большинства методов секвенирования нового поколения:
1. Фрагментация геномной ДНК случайным образом.
2. Иммобилизация одноцепочечных фрагментов на твердые бусины или на плоскую твердую поверхность.
3. Амплификация фрагментов ДНК на твердой подложке с помощью ПЦР.[5]
4. Секвенирование и последующая обработка каждого цикла in situ с помощью сканирования флуоресценции, хемилюминесценции и других методов.[6]

## Принцип метода
Процесс секвенирования включает следующие шаги:

### Подготовка библиотеки
Геномная ДНК разрезается на малые фрагменты. Затем к концам каждого фрагмента пришиваются две различные нуклеотидные последовательности — адаптеры A1 и A2. В итоге в библиотеке оказываются одноцепочечные нуклеотидные последовательности A1-(фрагмент ДНК)-A2.

### ПЦР в эмульсии
ПЦР ДНК-фрагментов библиотеки проводят в водных каплях в масляно-водяной эмульсии. В каждой капле — 1μм бусина, к которой присоединены одноцепочечные нуклеотидные последовательности одного из двух праймеров (P1 или P2). Эти праймеры (P1 и P2) комплементарны адаптерам A1 и A2 соответственно. В такую каплю масла добавляют последовательность из библиотеки, и праймер на бусине будет образовывать дуплекс с одним из её адаптеров. Если на бусине — праймер P1, то с ним образует дуплекс адаптер A1. Это называется отжиг праймера. После отжига праймера добавляют ДНК-полимеразу, которая достраивает вторую цепь ДНК. После проведения ПЦР и диссоциации ДНК-дуплексов на бусинах остаются одноцепочечные последовательности ДНК.

### Насыщение бусин с целевой ДНК
На практике, только 30 % бусин несут целевую ДНК (ДНК-фрагмент библиотеки). Для увеличения количества таких бусин добавляют в раствор другие большие полистироловые бусины, с присоединенными одноцепочечными последовательностями другого адаптера (A2), комплементарного ПЦР-праймеру (P2). Так, каждая бусина с целевой ДНК будет составлять пару с большой бусиной за счет образования дуплекса: адаптера A2 на большой бусине и участка, соответствующего P2, бусины с целевой ДНК. Такой комплекс в итоге отделяют от «пустых» бусин, а затем его плавят, чтобы прошла диссоциация бусин с целевой ДНК и полистироловой. Эта процедура позволяет увеличить количество бусин, несущих целевую ДНК до 80 %.
Затем 3’-концы, несущие последовательность P2, модифицируют для обеспечения ковалентного связывания, необходимого на следующей стадии.

### Перенос бусин
Продукты, полученные на предыдущей стадии, переносят на стеклянные пластины. Бусины иммобилизуют на стекле в случайном порядке, присоединяя их ковалентно к стеклу через модификации 3’-концов на бусинах.

### Секвенирование

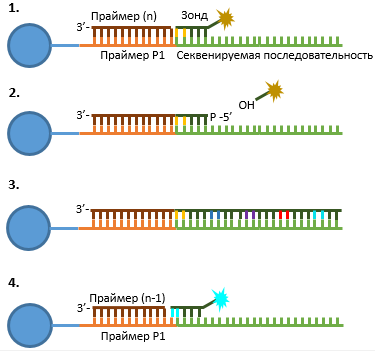
Схема секвенирования SOLiD
(1) Начало 1 раунда: добавление праймера длины n и 8ми нуклеотидного зонда, лигирование их друг с другом, детекция флуоресценции.
(2) Разрезание зонда, освобождение от метки.
(3) 5 последовательных циклов 1 раунда (повтор стадий (1) и (2)).
(4) Начало 2 раунда: добавление праймера длины n-1 и 8ми нуклеотидного зонда, лигирование их друг с другом, детекция флуоресценции.

Секвенирование проходит с помощью лигирования восьми-нуклеотидных зондов, меченных на 5’-конце одним из четырех различных флуорофоров. Последовательность зондов несет сайт гидролиза, находящийся между пятым и шестым нуклеотидами. Первые два основания (считая с 3’-конца) комплементарны двум нуклеотидам секвенируемой последовательности. С третьего по пятый основания зонда могут гибридизоваться с любыми тремя нуклеотидами секвенируемой ДНК. 6-8 основания зонда также могут гибридизоваться с любой последовательностью, однако они вместе с флуоресцентным красителем отщепляются от зонда в ходе реакции. Отщепление флуоресцентной метки вместе с основаниями 6-8 происходит таким образом, что на 5'-конце зонда остается фосфатная группа, способствующая следующему циклу лигирования зонда. Так, два основания каждого зонда точно комплементарны основаниям секвенируемой последовательности в позициях n+1 и n+2, n+6 и n+7 и т. д.
Процесс секвенирования состоит из пяти раундов, каждый раунд состоит из 6-7 циклов. Каждый раунд начинается с добавления универсального праймера длины n, комплементарного P1. В каждом цикле 8-ми нуклеотидные зонды добавляются и лигируются к праймеру, их первые два нуклеотида комплементарны двум нуклеотидам секвенируемой последовательности. Затем отмывают от остающихся несвязанных зондов, измеряют флуоресценцию лигированного зонда и разрезают его между пятым и шестым основаниями. По окончании последнего цикла проводят диссоциацию синтезированной цепи ДНК от матрицы, прикрепленной к бусине. Это необходимо для того, чтобы в следующем раунде уже использовать новые праймер и зонды. Праймер теперь берут длины n-1. Итак, в ходе пяти раундов используются праймеры, комплементарные P1, длины n, n-1, n-2, n-3, n-4 относительно 3'-конца P1. Таким образом можно секвенировать примерно 25 нуклеотидов последовательности.

### Расшифровка данных

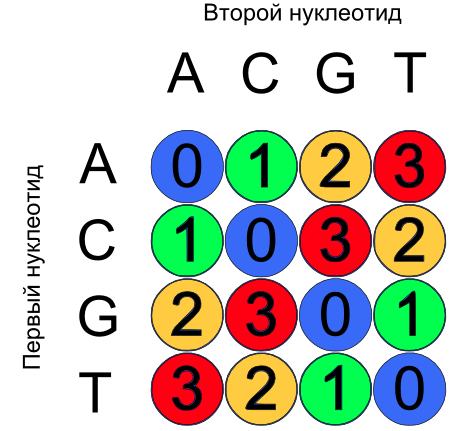
Цветовое пространство SOLiD

На выходе мы получаем данные по флуоресценции. Пространство цветов и пространство нуклеотидов содержат по 4 элемента. Каждый цвет кодирует собой 4 из 16 возможных динуклеотидов. Например, «синий» цвет флуоресцентной метки соответствует паре одинаковых нуклеотидов (то есть AA,GG,TT или CC). Дизайн матрицы преобразований цвета способствует коррекции ошибок.
Одним цветом кодируется:
- пара нуклеотидов и она же в обратном порядке (например, CA и AC)
- пара нуклеотидов и комплементарная ей пара (например, CA и GT)
- пара нуклеотидов и обратно комплементарная ей пара (например, CA и TG)

Последовательность нуклеотидов может быть единственным образом преобразована в последовательность цветов. Но последовательность цветов может быть преобразована в последовательность нуклеотидов 4 разными способами. Это похоже на взаимосоответствие между нуклеотидами и аминокислотами(цвета).
Для расшифровки последовательности нуклеотидов по цветам необходимо знать один нуклеотид.

## Преимущества метода
В данном методе каждый нуклеотид прочитывается дважды, что повышает точность секвенирования. Соответственно чтобы допустить ошибку секвенирования (пропустить SNP) необходимо оба раза неправильно определить цвет флуоресцентной метки при секвенировании соседних нуклеотидов.